# Jurinea dolomitica
Jurinea dolomitica là một loài thực vật có hoa trong họ Cúc. Loài này được Galushko mô tả khoa học đầu tiên năm 1970.